# 平塚の塚
平塚の塚（ひらつかのつか）は神奈川県平塚市にある、当地地名の由来となったとされる史跡である。

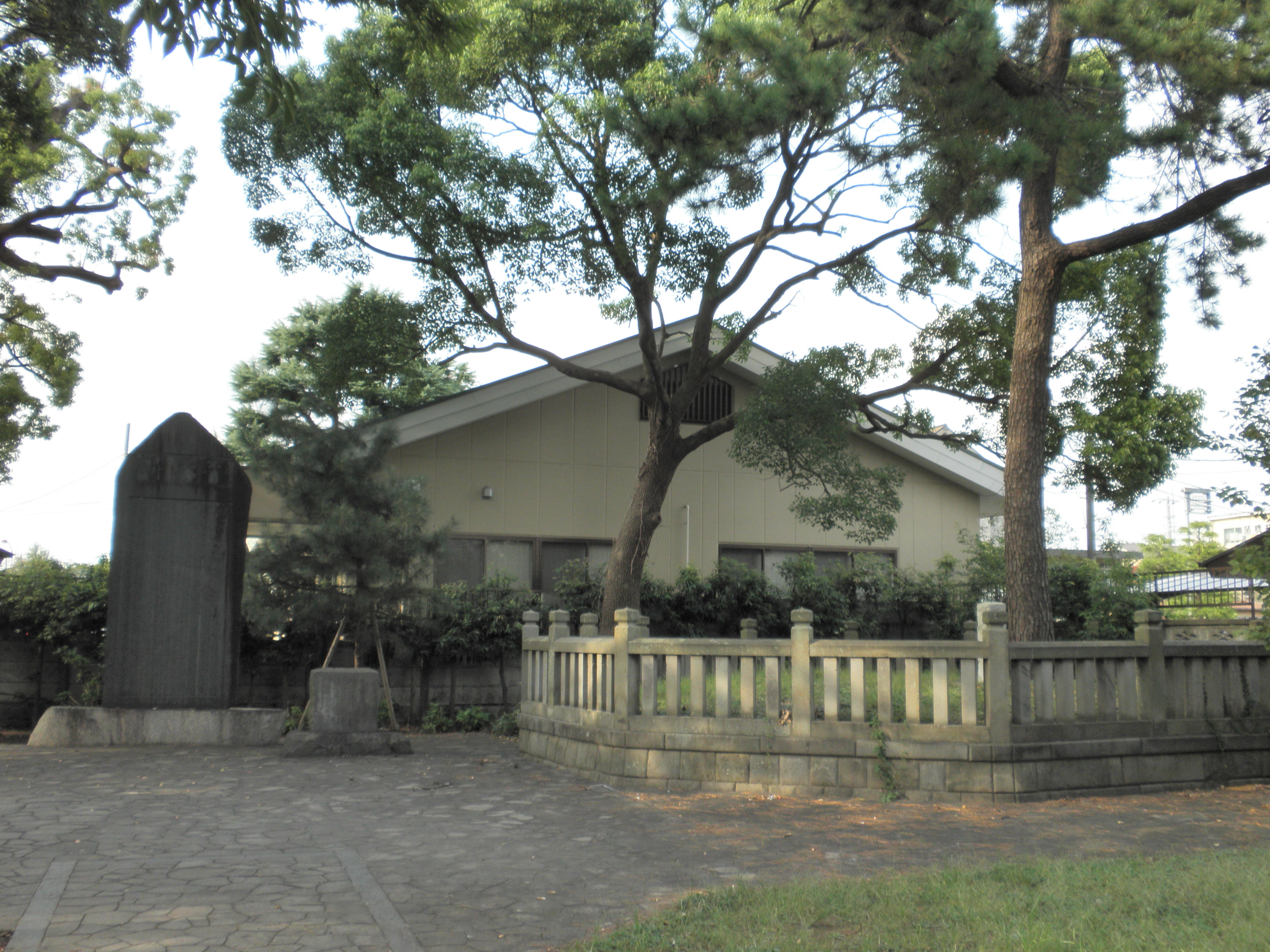
平塚の塚　右側の囲い部分
中央が元平塚市長戸川貞雄揮毫の由来碑（眞砂子と表記）左側が平塚碑（政子と表記）

## 伝承
新編相模国風土記稿、或いは当地の伝承によると桓武天皇三世の孫、高見王の娘である平真砂子（眞砂子、政子との表記もある。右写真参照）が都より東国へ下向の途上、相模国の海辺の里で長旅の疲れからか急な病を得て亡くなった。
土地の人々は幸薄い都の高貴な姫の死を悼み、遺体を里外れの松の大木の根元にねんごろに葬り、塚を築いて弔った。時を経ていつしかその塚は風化して平たくなり、周辺の地域は「平塚」と呼ばれるようになったとされる。
真砂子は高見王の子で桓武平氏の祖といわれる高望王の妹、平国香（平氏嫡流、平清盛の祖）　平良将（平将門の父）　平良文（坂東八平氏の祖）等の叔母に当たる。故に「平氏の姫の墓（塚）」がある、ということで「平塚」となったとする説もある。
高望王は寛平元年（889年）宇多天皇の命により平姓を賜って臣籍に降り、平高望を名乗った。その後、昌泰元年（898年）上総介に任じられた。当時上級地方官に任命された者は任地には赴かない遥任が多かったが、高望は子の国香等を伴って実際に上総に受領として赴任し、その子孫は東国に勢力を伸ばしていった。
平塚の塚の左側には平塚市長戸川貞雄揮毫による由来碑（昭和32年　1100年祭に際し建立）と共に大正9年、神奈川県知事有吉忠一撰文、徳川頼倫題額揮毫の「平塚碑」が建てられ、その銘文に「桓武天皇孫高見王之女政子（原文のまま）下東國天安元年（857年）二月二十五日薨因葬墳此塚也」との記述がある。（併設されている平塚市設置の説明板も同様の記述である。）当地の伝承が事実とするならば、真砂子は兄高望が上総介として下向する41年も前に東国へ下り、当地で亡くなった事になる。

## 現況
平塚の塚とされる場所は旧東海道平塚宿の一隅、現在の平塚市平塚四丁目、日蓮宗要法寺の西隣である。現在は石造りの囲いに囲まれた高さ1ｍほどの塚が築かれ、傍らに真砂子が葬られて以来三代目とされる松の巨木が植えられている。周辺は平塚市により「平塚の塚緑地」という公園として整備されている。

## 関連文献
- 「平塚新宿 要法寺 塚」『大日本地誌大系』 第38巻新編相模国風土記稿3巻之48村里部大住郡巻之7糟屋庄、雄山閣、1932年8月。NDLJP:1179219/33。